# Jan Stránský (lední hokejista)
Jan Stránský (* 16. dubna 1990, Plzeň) je český hokejový útočník. Většinu kariéry strávil v HC Plzeň 1929. Nyní však hraje za tým BK Mladá Boleslav.
Mezi další kluby, v nichž nastupoval, se řadí Gatineau Olimpiques, Halifex Mooseheads, IHC Písek, HC Dukla Jihlava, Piráti Chomutov.

## Hráčská kariéra
- 2002–2003 HC Keramika Plzeň
- 2003–2004 HC Lasselsberger Plzeň
- 2004–2005 HC Lasselsberger Plzeň
- 2005–2006 HC Lasselsberger Plzeň
- 2006–2007 HC Lasselsberger Plzeň
- 2007–2008 HC Lasselsberger Plzeň
- 2008–2009 HC Lasselsberger Plzeň, Gatineau Olympiques, Halifex Mooseheads
- 2009–2010 HC Plzeň 1929, HC Dukla Jihlava
- 2010–2011 HC Plzeň 1929, IHC Písek, Piráti Chomutov
- 2011–2012 HC Plzeň 1929
- 2012–2013 HC Slavia Praha
- 2013/2014 HC Slavia Praha
- 2014/2015 HC Slavia Praha
- 2015/2016 Bílí Tygři Liberec Mistr české extraligy
- 2016/2017 Bílí Tygři Liberec
- 2017/2018 Bílí Tygři Liberec
- 2018/2019 Piráti Chomutov
- 2019/2020 BK Mladá Boleslav
- 2020/2021 BK Mladá Boleslav
- 2021/2022 BK Mladá Boleslav
- 2022/2023 BK Mladá Boleslav
- 2023/2024 BK Mladá Boleslav